# Stal Sanok
Stal Sanok – polski wielosekcyjny klub sportowy z siedzibą w Sanoku.

## Historia
Dotychczasowe nazwy
- Klub Sportowy Wagon Sanok (1946-1949)
  - Klub Sportowy Zielgam Sanok (1947)
- Związkowy Klub Sportowy Metalowców Wagon Sanok (1949)
- Związkowy Klub Sportowy Stal Sanok (1949-1957)
- Podhalanin Sanok (1957)
- Robotniczy Klub Sportowy Sanoczanka (1957–1960)
- Zakładowy Klub Sportowy Stal Sanok (1960–1997)
- Miejski Klub Sportowy Stal Sanok (1997–2016)

## Sekcja hokeja na lodzie
Do sezonu 1960/1961 (trwającego od stycznia 1961) przystąpił kontynuator działalności hokejowej Sanoczanki Sanok – Stal Sanok. Sekcja hokejowa Stali była prowadzona do 1991. Wówczas powstał nowy, samodzielny klub Sanockie Towarzystwo Sportowe (STS) Sanok, a w maju tego roku ZKS Stal ostatecznie przekazał na jego rzecz swoją sekcję hokeja na lodzie, wraz z zawodnikami, trenerami, majątkiem, sprzętem itd..

## Inne sekcje sportowe
W przeszłości w ramach klubu działały inny sekcje sportowe. Łącznie w okresie istnienia wielosekcyjnego klubu sportowego Stal działało 15 sekcji. Na początku 1973 Stal prowadziła pięć sekcji (bokserska i hokejowa jako dwie najważniejsze, oraz piłkarska, narciarska, lekkoatletyczna). W latach 1992–1993 nastąpiło przekształcenie ZKS Stal w klub jednosekcyjny (piłki nożnej). Byłe sekcje:
- Sekcja bokserska[5], powstała w 1950 po rozwiązaniu Gwardii Sanok i działała do 1957. Reaktywowana w 1961. Bokserem Stali od 1956 do 1956 był Eugeniusz Cieliński, później przez 16 lat w Stali Rzeszów oraz trener w tym klubie[6]. Pięściarzem Stali Sanok był Ryszard Długosz, późniejszy zapaśnik, dwukrotny olimpijczyk[7][8]. W 1962 drużyna Stali zdobyła mistrzostwo klasy B[9]. Podczas rozegranego 4 listopada 1962 wyjazdowego meczu drużyny juniorskiej Stali ze Stalą Stalowa Wola o Puchar TRZZ, zakończonego przegraną sanoczan 2:18, zawodnik wagi lekkopółśredniej z Sanoka Aleksander Leśniak został znokautowany przez zawodnika rywali, Józefa Szado, po czym został przewieziony do szpitala gdzie zmarł[10][11][12][13][14] (według ustaleń prokuratury z Niska J. Szabo podczas zawodów występował mimo przekroczonego wieku juniorskiego[15]). Podczas Mistrzostw Polski 1967 pięściarz Stali, Edward Posadzki zdobył brązowy medal w wadze koguciej do 54 kg[16][17]. Przed 1973 wicemistrzem Polski juniorów został Stanisław Bednarz, który został powołany do kadry Polski, podobnie jak inni Stalowcy, Janusz Drąg i Antoni Rakoczy[4]. Dwukrotnym mistrzem Polski juniorów (1990, 1991) był Marian Podczaszy[18][19]. Pod koniec maja 1976 na płycie lodowiska Torsan w Sanoku został zorganizowany turniej bokserski z okazji jubileuszu 30-lecia istnienia sanockiego klubu, w którym zwyciężyła drużyna Stali, a innymi uczestnikami były zespoły Hutnik Kraków i Szombierek Bytom[20]. Drużyna Stali zdobywała Puchar OZB Lublin w grudniu 1976[21], we wrześniu 1979[22]. W maju 1982 pięściarze Stali zdobyli w Sanoku Puchar Autosanu zorganizowany z okazji jubileuszu 150-lecia fabryki[23]. W sezonie 1981/1982 pięściarze Stali zajęli piąte miejsce w III lidze i uzyskali awans do II ligi[24]. Drużyna występowała w II lidze 1982/1983, w której zajęła ostatnie 7. miejsce i została zdegradowana[25][26][27]. Trenerem w klubie był Tadeusz Nowakowski do kwietnia 1983[4][28][29][30], a następnie do 1984 Józef Sołdryka[31]. Mecze drużynowe Stali odbywały się w sali Sanockiego Domu Kultury[32] oraz w hali Sanockiej Fabryki Autobusów „Autosan”[33]. W 1991 ograniczona do drużyny młodzieżowej, działała do 1997, po czym sekcję przejął samodzielny Sanocki Klub Bokserski. Tradycje bokserskie kontynuował BUKS Ring MOSiR Sanok, do 2012[34].
- Sekcja tenisa ziemnego i tenisa stołowego[35], założone w 1948. Po fuzji klubów, na początku maja 1959 Sanoczanka zajęła czwarte miejsce w finałach okręgu rzeszowskiego[36]. Od sezonu 1960/1961 Stal Sanok kontynuowała zespół Sanoczanki[37]. W 1964 Stal zdobyła mistrzostw okręgu rzeszowskiego zarówno wśród juniorów jak i seniorów[38]. Zawodnikami i instruktorami tenisowymi Stali byli Eugeniusz Czerepaniak i Stefan Tarapacki[39][40][41]. W 1972 obie sekcje usamodzielniły się jako Sanocki Klub Tenisowy (SKT).
- Sekcja gimnastyczna, istniała w latach 1949-1956.
- Sekcja piłki siatkowej, powstała w 1950, w 1960 przekazana do MKS Zryw, następnie reaktywowana w latach 70. i działająca jako MKS Stal. Trenerką od 1959 do 1974 była Wanda Lichnowska[42], w tym od 1984 drużyny seniorskiej w III lidze[43][44]. Z okazji 70-lecia PKOl na przełomie września i października 1989 Sanoczanka i Stal Sanok zorganizowały międzynarodowy turniej piłki siatkowej kobiet, w którym wygrał MKS Znicz Jarosław[45]. W sezonie 1992/1993 trenerami siatkarskiej drużyny Stali byli Wiesław Semeniuk i Stanisław Hadam, a zespół awansował do finału III-ligowych rozgrywek makroregionu Małopolska[46]. Działalność sekcji zawieszono w 1993. Sekcję przekazano wówczas nowemu klubowi Volleyball Club Sanok. Obecnie tradycje kontynuuje klub TSV Sanok.
- Sekcja lekkoatletyczna[47], założona w 1951, istniała do 1975. Trenerem był Jerzy Lisowski[48].
- Sekcja szachowa, w latach 1950-1957, reaktywowana w 1967, później działała w ramach Sanoczanki.
- Sekcja narciarska. Założona w 1961, zawodnicy sekcji zdobywali medale mistrzostw okręgu, na początku 1978 ogłoszono zawieszenie działalności sekcji[49].

Zawodnicy sekcji sportowych Stali (w tym siatkarze, pięściarze) rozgrywali zawody w hali sportowej Zasadniczej Szkoły Zawodowej Sanockiej Fabryki Autobusów.